# Беленський палац
Беленський палац (порт. Palácio Nacional de Belém) — офіційна резиденція президента Португалії. Розташований в ліссабонському районі Белен в безпосередній близькості від монастиря Жеронімуш і річки Тежу.

## Історія
Палац закладений в XVI ст. принцом Мануелем. Фасад складається з п'яти схожих за архітектурою будівель XVII століття, збудованих графами Авейреш.
У XVIII ст. палац придбав король Жуан V, який обновив в новітньому стилі всі його інтер'єри.
Королева Марія влаштувала біля палацу невеликий звіринець і прибудувала до нього манеж (сьогодні — Державний музей екіпажів).
У 1902 на площі перед палацом було відкрито мармуровий пам'ятник Афонсу де Альбукеркі.